# Hiroko Matsumoto
Hiroko Matsumoto (松本 弘子?, Matsumoto Hiroko; Tokyo, 11 agosto 1935 – Neuilly-sur-Seine, 20 giugno 2003) è stata una supermodella giapponese che ha lavorato a Parigi durante gli anni '60. Viene considerata la prima top model giapponese.

## Biografia
Pierre Cardin conobbe e si innamorò di Matsumoto nel 1960, durante un suo viaggio in Giappone. La modella lo seguì a Parigi, accompagnandolo per molti anni della sua carriera. Lo stilista dirà di lei:
Conosciuta come Miss Hiroko e "la modella di Cardin", fu la prima modella giapponese in assoluto a sfilare per una collezione di moda francese. Conclusa la sua carriera di modella nel 1967, tre anni più tardi Matsumoto interpretò il ruolo dell'amante giapponese Kyoko, nel film Non drammatizziamo... è solo questione di corna del regista francese François Truffaut. Molti degli abiti indossati nel film furono disegnati dall'azienda di moda Hanae Mori.
Neé 1967 Matsumoto sposò Henry Berghauer, dirigente del gruppo Pierre Cardin. Berghauer diventò in seguito manager di Hanae Mori e successivamente del brand Hervé Léger. Divorziò da Berghauer pochi anni dopo, Hiroko Matsumoto sposò poi Jean-Claude Cathalan, all'epoca manager di Roussel Uclaf, che in seguito divenne presidente di Revillon, Parfums Caron, Jean-Louis Scherrer e presidente del Comité Montaigne. Il 19 giugno 1975 la loro figlia Maxime Cathalan fu rapita mentre giocava nel giardino del Ranelagh, nel XVI arrondissement, sotto la supervisione della bambinaia. La bambina, 20 mesi di età a quel tempo, venne restituita alla famiglia il 21 giugno 1975, dietro il pagamento di un riscatto di 1,5 milioni di franchi.
Morì a Parigi nel 2003, all'età di 67 anni, dopo aver passato un lungo periodo in ospedale. La causa di morte rimane tuttora sconosciuta.

## Filmografia
- Non drammatizziamo... è solo questione di corna, di François Truffaut (1970)